# Majorstuen (musikgrupp)
Majorstuen är en norsk folkmusikgrupp bildad 2000. Den består av fem fiolspelmän. Utöver att alla spelar fiol förekommer även cello, viola och oktavfiol. Gruppen spelar traditionell och egenkomponerad musik med utgångspunkt i den norska folkmusiken, med inslag av nyare rytmer och riffbaserad musik.
Gruppen har givit ut fem studioalbum. Det självbetitlade debutalbumet fick Spellemannprisen 2003 i kategorin folkmusik/gammaldans. År 2005 fick gruppen utmärkelsen INTRO-folk från Rikskonsertene och Hilmarpriset från Hilmarfestivalen.

## Medlemmar
Nuvarande medlemmar
- Jorun Marie Kvernberg – fiol
- Synnøve S. Bjørset – fiol
- Anders Löfberg – fiol, cello
- Tove P. Hagen – fiol, cello
- Bjørn Kåre Odde – fele, altviol

Tidigare medlemmar
- Gjermund Larsen – fiol, oktavfiol, altviol, cello
- Ragnhild Furebotten – fiol
- Andreas Ljones – fiol, oktavfiol, altfiol
- Tove Dalbakk – fele, cello

## Diskografi
Studioalbum
- Majorstuen (2L, 2002)
- Jorun jogga (Majorstuen Fiddlers Company, 2004)
- Juledrøm (Majorstuen Fiddlers Company, 2006)
- Skir (Majorstuen Fiddlers Company, 2010)
- Kvitre (Majorstuen Fiddlers Company, 2015)
- Skrible (Majorstuen Fiddlers Company, 2018)

Livealbum
- Live in concert (Majorstuen Fiddlers Company, 2012)

Samlingsalbum
- Les Boréales (Buda Musique, 2012)